# Alfred Hüffer
Alfred Hüffer (* 5. August 1818 in Münster; † 23. August 1899 in Paderborn) war ein deutscher Richter und Politiker. Er war einer der Mitbegründer der Zentrumspartei.

## Leben
Er war ein Sohn des Verlegers und Bürgermeisters Johann Hermann Hüffer.
Er studierte Rechtswissenschaften in Bonn. Danach wurde er Kreisrichter in Wiedenbrück. Ab 1879 war er Landgerichtsrat in Paderborn.
Er war auch als Autor tätig. Im Jahr 1838 war er Verleger eines ersten Gedichtbandes von Annette von Droste-Hülshoff.
In Paderborn gehörte er 1864 zu den Gründern des katholisch orientierten Bürgervereins. Hüffer war Mitbegründer der Zentrumspartei. Er war ein führender Kopf des Soester Kreises, der 1864, 1865 und 1866 zusammenkam und aus dem 1870 mit dem Soester Programm die Zentrumspartei hervorging. Er formulierte 1865 zu den Überlegungen einer Parteigründung, dass sich die Teilnehmer „in einen offenen Kampf gegen die sogenannten Preußischen Traditionen gewiesen“ sähen. Aus ihrer Sicht beschritt König Wilhelm I. den Weg „eines absoluten, antideutschen und protestantischen Preußens“.
Zwischen 1853 und 1855 sowie von 1870 bis 1888 war er Mitglied des preußischen Abgeordnetenhauses.